# Roodkeelduiker
De roodkeelduiker (Gavia stellata) is een vogel uit de familie van de duikers (Gaviidae).

## Beschrijving
De Roodkeelduiker heeft een plomp lichaam en een slanke nek en wordt meestal 50 tot 60 cm groot met een gewicht van 1 tot 2,5 kg. 's Zomers heeft een volwassen roodkeelduiker witte onderdelen en grijsbruine bovendelen met enkele lichte vlekken. De kop is grijsbruin, de hals wit met donkerbruine strepen. De centrale, donkerrode keelvlek lijkt soms wel zwart. Hij heeft een dolkvormige, opgewipte grijze snavel. 's Winters is het adult grijs van boven, met fijne witte vlekken. Van onderen is hij wit. Het juveniel lijkt op het adult in de winter.

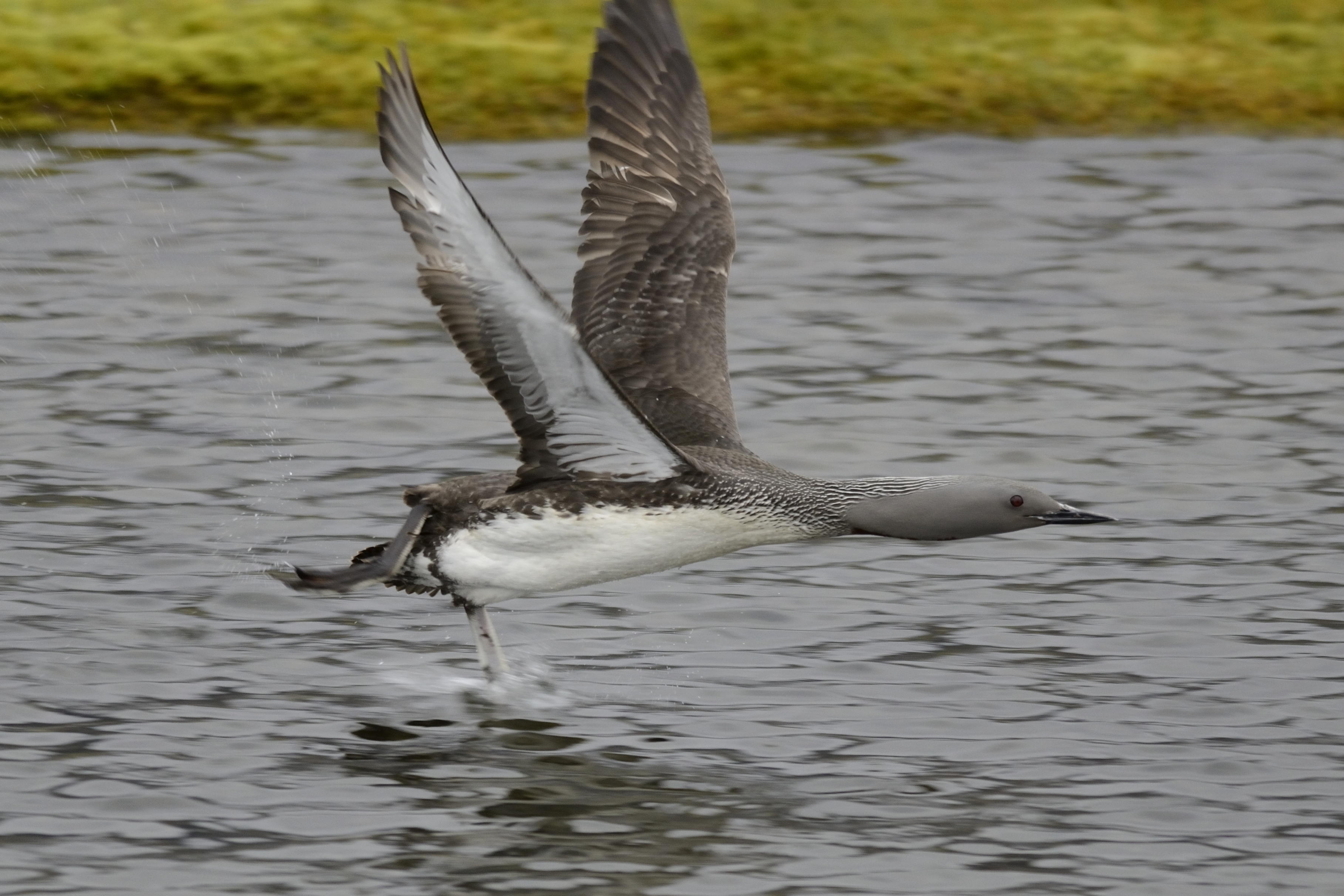
Roodkeelduiker in vlucht

## Leefwijze
In zijn vlucht lijkt deze soort slanker en lichter dan overige duikers, met langere, snellere vleugelslag.
De roep is het broeiseizoen gutturaal kwakend en hoog gehuil. In de winter is deze soort zwijgzaam. Het voedsel bestaat uit waterdieren zoals kreeftachtigen, vissen, slakken, amfibieën, enz.

## Voortplanting
In het broedseizoen is hun luide, klagende roep dikwijls te horen. De balts gaat gepaard met veel gespetter en onderdompeling en gezwaai van de snavel. Ook racen beide partners zij aan zij over het water. Het eenvoudige nest is samengesteld met riet, grassen en ander groen en wordt dicht bij het water gebouwd. Het legsel bestaat uit twee bruinachtige, gevlekte eieren, die in ongeveer 32 dagen worden uitgebroed.

## Verspreiding en leefgebied
Roodkeelduikers zijn trekvogels en leven in baaien en lagunes aan de zeekust, maar ze broedden naast kleine meren in moerasgebieden van Noord-Europa in de taigabossen en op de arctische toendra. Ze vliegen vaak naar zee om te foerageren. 's Winters en op trek langs kustwateren van West-Europa is hij soms ook te vinden op binnenwateren.
Roodkeelduikers overwinteren langs de Europese kusten van de Noordzee en de Atlantische Oceaan en langs de kusten van Zuid-Frankrijk en Noord-Italië. 's Zomers trekken ze naar Scandinavië, IJsland en het noorden van Rusland. In Noord-Engeland en langs de Scandinavische kusten kunnen ze het hele jaar door gezien worden.

### Voorkomen in Nederland
De roodkeelduiker komt evenals de parelduiker tussen oktober en mei voor in het zuidoostelijk gedeelte van de Noordzee en in Nederlandse kustwateren. De soort is aanzienlijk talrijker dan de parelduiker. Bij tellingen vanaf schepen in de maanden december en januari wordt dit aantal geschat op 10.000 exemplaren in het Nederlandse kustwater. Het is een doortrekker en wintergast in vrij klein tot vrij groot aantal. Er zijn ook waarnemingen in het zoete water van het IJsselmeer en de grote rivieren. In de winter zijn parelduiker en roodkeelduiker lastig van elkaar te onderscheiden door waarnemers zonder specifieke ervaring.

## Status
De grootte van de populatie is in 2015 geschat op 200-600 duizend volwassen vogels. Op de Rode lijst van de IUCN heeft deze soort de status niet bedreigd.

## Fotogalerij

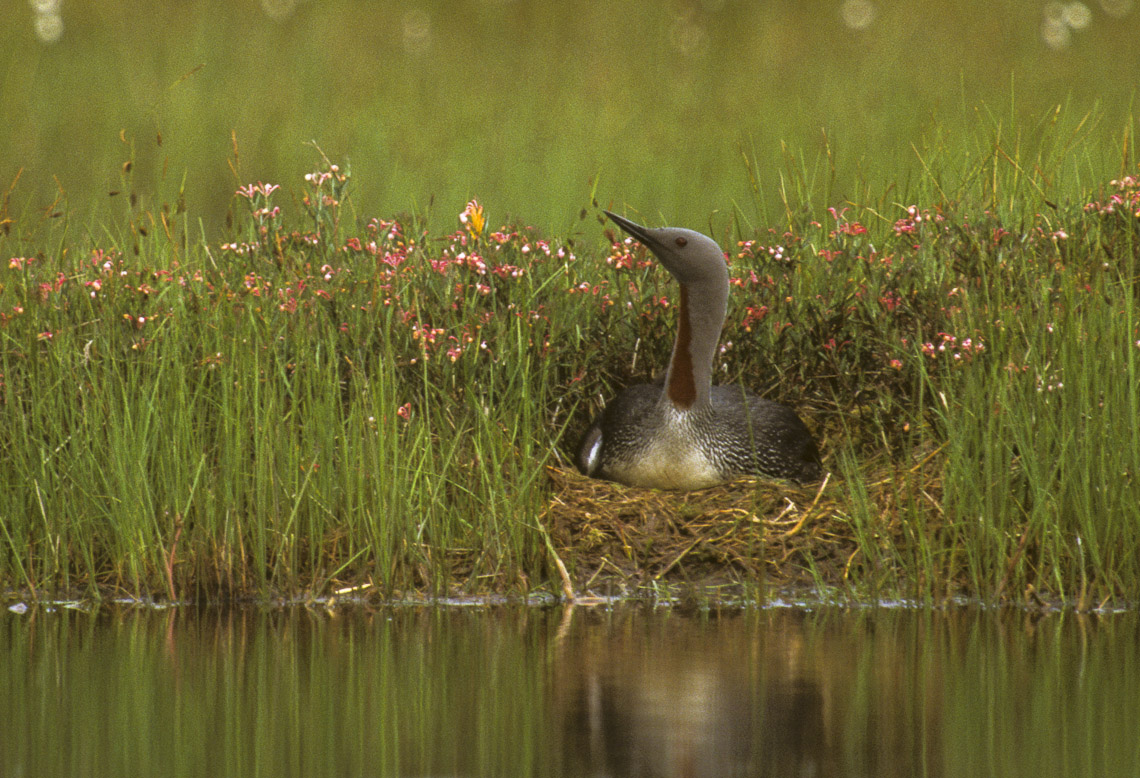
Een roodkeelduiker op haar nest in Oulu, Finland.
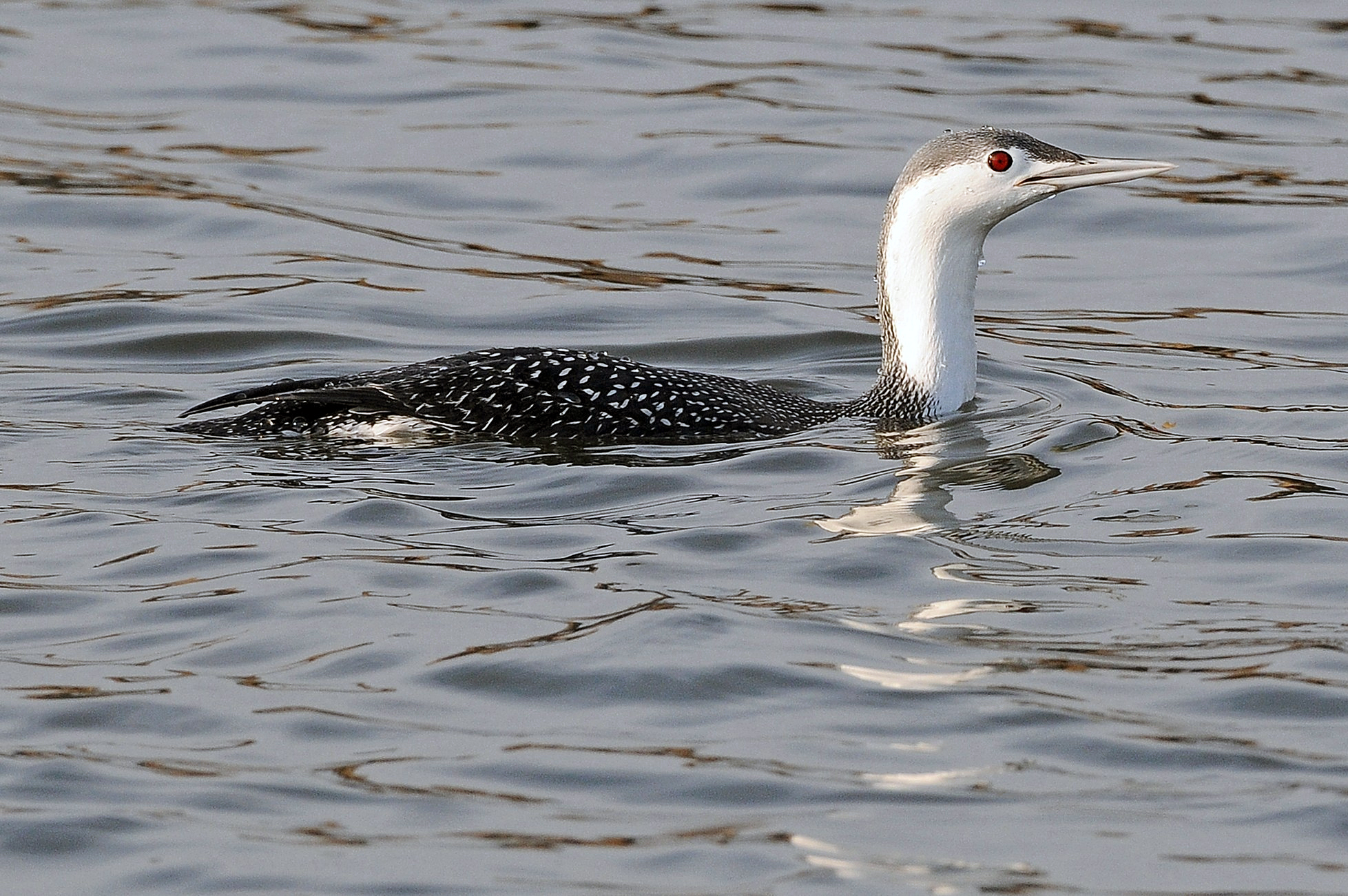
Roodkeelduiker in winterkleed in New Jersey, Verenigde Staten.
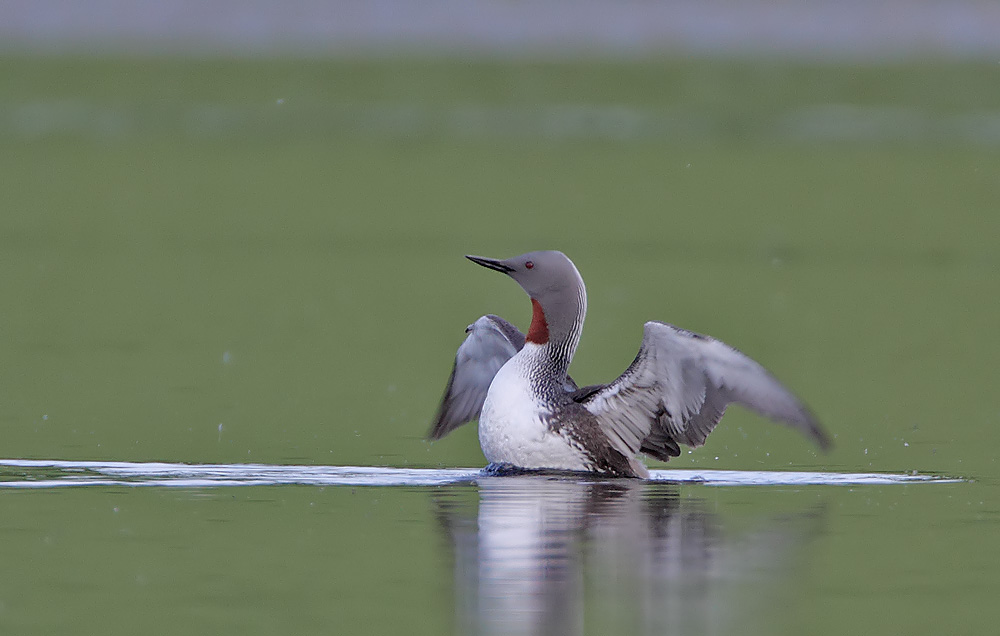
Een roodkeelduiker in zomerkleed in Speyside, Schotland.
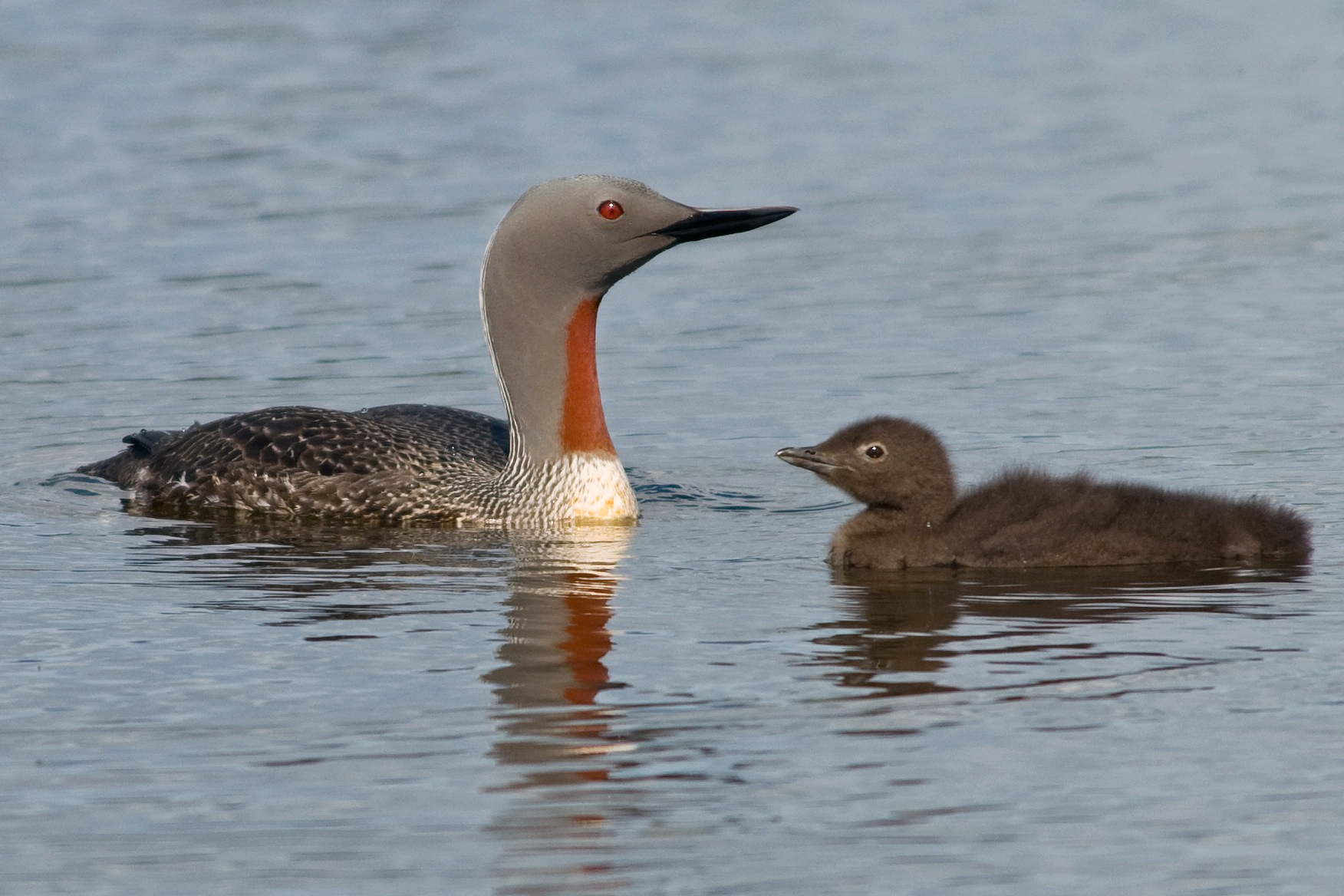
Een roodkeelduiker met juveniel in Ölfusá, IJsland.

## Video
- Roodkeelduiker in zomerkleed